# 비투와이
B2Y(비투와이)는 대한민국의 혼성 음악 그룹으로, 2009년 8월 〈Babyboys To Yearningirls〉로 데뷔하였다. 멤버 구성은 한연, 진웅, 리카, 나라 으로, 투비컨티뉴그룹에 소속되어 있다.

## 멤버

### 현재 멤버
한연(안순용)
- 생년월일 : 1983년 11월 9일(41세)
- 학력 : 청운대학교 연극영화화과
- 포지션 : 래퍼

진웅
- 생년월일 : 1988년 2월 20일(37세)
- 학력 : 연세대학교 건축 공학과
- 포지션 : 래퍼

리카(최혜진)
- 생년월일 : 1988년 4월 11일(36세)
- 학력 : 명지대학교 뮤지컬과 학사(재학)
- 포지션 : 보컬

나라(김승현)
- 생년월일 : 1988년 4월 19일(36세)
- 학력 : 한국국악예술학교
- 포지션 : 보컬

## 앨범

### 미니 앨범
- 미니 앨범 1집 《Babyboys To Yearningirls》(2009년 8월 20일)
  1. 너만의 천사
  2. 나. 원. 참.
  3. My Love (내사랑 밉상)
  4. 너만의 천사 (Inst.)
  5. 나. 원. 참. (Inst.)
  6. My Love (내사랑 밉상) (Inst.)

## 수상 및 경력
- 2009년 9월, SBS 인기가요 파워 루키